# Temporada 1980 de Fórmula 1
La temporada 1980 de Fórmula 1 fue la 31.ª edición del campeonato de Fórmula 1 de la FIA. El campeonato estuvo formado por 14 carreras tanto para el campeonato de pilotos como para el de constructores. El australiano Alan Jones ganó su único campeonato de Fórmula 1 con cinco victorias, mientras que Williams-Ford ganó el campeonato de constructores por primera vez.

## Escuderías y pilotos
La siguiente tabla muestra los pilotos confirmados oficialmente por sus escuderías para el Mundial 1980 de Fórmula 1.
Nuevamente se mantuvo el sistema de numeración adoptado en la temporada 1974, tomando como parámetros el par numérico "1-2" para el piloto campeón y su escudero, y los resultados del Campeonato de constructores 1973 para designar la numeración de los demás equipos.
Dado que el campeón 1979 Jody Scheckter, pintó el "1" en el morro de su Ferrari 312T, la Scuderia Ferrari intercambió sus dorsales con el equipo Essex Team Lotus, el cual pasó a utilizar el par numérico "11-12".
La principales novedades surgidas en esta temporada, fueron los ingresos de los equipos Osella Squadra Corse y RAM Racing, a la vez de producirse el regreso como equipo oficial de la escudería Alfa Romeo, luego de haber incursionado en 1979 auspiciando a la escudería Autodelta. En contrapartida, se produjo la baja del equipo Walter Wolf Racing, a la vez que varios equipos autogestionados por pilotos desaparecieron con relación a la temporada anterior.
Por fuera de la tradicional numeración, existieron dorsales que fueron utilizados por pilotos debutantes o pilotos de reserva que ingresaban a competir en determinadas fechas en las que los equipos presentaban hasta tres unidades en pista.
| Escudería                                                                                     | Chasis     | Chasis        | Motor                        | Neu. | N.º | Pilotos               | Rondas      |
| --------------------------------------------------------------------------------------------- | ---------- | ------------- | ---------------------------- | ---- | --- | --------------------- | ----------- |
| Scuderia Ferrari SpA SEFAC                                                                    | Ferrari    | 312T5         | Ferrari 015 3.0 F12          | M    | 1   | Jody Scheckter        | Todas       |
| Scuderia Ferrari SpA SEFAC                                                                    | Ferrari    | 312T5         | Ferrari 015 3.0 F12          | M    | 2   | Gilles Villeneuve     | Todas       |
| Candy Team Tyrrell                                                                            | Tyrrell    | 009 010       | Ford Cosworth DFV 3.0 V8     | G    | 3   | Jean-Pierre Jarier    | Todas       |
| Candy Team Tyrrell                                                                            | Tyrrell    | 009 010       | Ford Cosworth DFV 3.0 V8     | G    | 4   | Derek Daly            | Todas       |
| Candy Team Tyrrell                                                                            | Tyrrell    | 009 010       | Ford Cosworth DFV 3.0 V8     | G    | 43  | Mike Thackwell        | 13–14       |
| Parmalat Racing Team                                                                          | Brabham    | BT49          | Ford Cosworth DFV 3.0 V8     | G    | 5   | Nelson Piquet         | Todas       |
| Parmalat Racing Team                                                                          | Brabham    | BT49          | Ford Cosworth DFV 3.0 V8     | G    | 6   | Ricardo Zunino        | 1–7         |
| Parmalat Racing Team                                                                          | Brabham    | BT49          | Ford Cosworth DFV 3.0 V8     | G    | 6   | Héctor Rebaque        | 8–14        |
| Marlboro Team McLaren                                                                         | McLaren    | M29B M29C M30 | Ford Cosworth DFV 3.0 V8     | G    | 7   | John Watson           | Todas       |
| Marlboro Team McLaren                                                                         | McLaren    | M29B M29C M30 | Ford Cosworth DFV 3.0 V8     | G    | 8   | Alain Prost           | 1–3, 5–14   |
| Marlboro Team McLaren                                                                         | McLaren    | M29B M29C M30 | Ford Cosworth DFV 3.0 V8     | G    | 8   | Stephen South         | 4           |
| Team ATS                                                                                      | ATS        | D3 D4         | Ford Cosworth DFV 3.0 V8     | G    | 9   | Marc Surer            | 1–3, 7–14   |
| Team ATS                                                                                      | ATS        | D3 D4         | Ford Cosworth DFV 3.0 V8     | G    | 9   | Jan Lammers           | 4–6         |
| Team ATS                                                                                      | ATS        | D3 D4         | Ford Cosworth DFV 3.0 V8     | G    | 10  | Jan Lammers           | 1–3         |
| Team ATS                                                                                      | ATS        | D3 D4         | Ford Cosworth DFV 3.0 V8     | G    | 10  | Harald Ertl           | 9           |
| Team Essex Lotus                                                                              | Lotus      | 81 81B        | Ford Cosworth DFV 3.0 V8     | G    | 11  | Mario Andretti        | Todas       |
| Team Essex Lotus                                                                              | Lotus      | 81 81B        | Ford Cosworth DFV 3.0 V8     | G    | 12  | Elio de Angelis       | Todas       |
| Team Essex Lotus                                                                              | Lotus      | 81 81B        | Ford Cosworth DFV 3.0 V8     | G    | 43  | Nigel Mansell         | 10–12       |
| Unipart Racing Team                                                                           | Ensign     | N180          | Ford Cosworth DFV 3.0 V8     | G    | 14  | Clay Regazzoni        | 1–4         |
| Unipart Racing Team                                                                           | Ensign     | N180          | Ford Cosworth DFV 3.0 V8     | G    | 14  | Tiff Needell          | 5–6         |
| Unipart Racing Team                                                                           | Ensign     | N180          | Ford Cosworth DFV 3.0 V8     | G    | 14  | Jan Lammers           | 7–14        |
| Unipart Racing Team                                                                           | Ensign     | N180          | Ford Cosworth DFV 3.0 V8     | G    | 41  | Geoff Lees            | 11–12       |
| Equipe Renault Elf                                                                            | Renault    | RE20          | Renault-Gordini EF1 1.5 V6 t | M    | 15  | Jean-Pierre Jabouille | 1–13        |
| Equipe Renault Elf                                                                            | Renault    | RE20          | Renault-Gordini EF1 1.5 V6 t | M    | 16  | René Arnoux           | Todas       |
| Theodore Shadow Shadow Cars                                                                   | Shadow     | DN11 DN12     | Ford Cosworth DFV 3.0 V8     | G    | 17  | Stefan Johansson      | 1–2         |
| Theodore Shadow Shadow Cars                                                                   | Shadow     | DN11 DN12     | Ford Cosworth DFV 3.0 V8     | G    | 17  | Geoff Lees            | 3–7         |
| Theodore Shadow Shadow Cars                                                                   | Shadow     | DN11 DN12     | Ford Cosworth DFV 3.0 V8     | G    | 18  | David Kennedy         | 1–7         |
| Skol Fittipaldi Team                                                                          | Fittipaldi | F7 F8         | Ford Cosworth DFV 3.0 V8     | G    | 20  | Emerson Fittipaldi    | Todas       |
| Skol Fittipaldi Team                                                                          | Fittipaldi | F7 F8         | Ford Cosworth DFV 3.0 V8     | G    | 21  | Keke Rosberg          | Todas       |
| Marlboro Team Alfa Romeo                                                                      | Alfa Romeo | 179           | Alfa Romeo 1260 3.0 V12      | G    | 22  | Patrick Depailler     | 1–8         |
| Marlboro Team Alfa Romeo                                                                      | Alfa Romeo | 179           | Alfa Romeo 1260 3.0 V12      | G    | 22  | Vittorio Brambilla    | 11–12       |
| Marlboro Team Alfa Romeo                                                                      | Alfa Romeo | 179           | Alfa Romeo 1260 3.0 V12      | G    | 22  | Andrea de Cesaris     | 13–14       |
| Marlboro Team Alfa Romeo                                                                      | Alfa Romeo | 179           | Alfa Romeo 1260 3.0 V12      | G    | 23  | Bruno Giacomelli      | Todas       |
| Equipe Ligier Gitanes                                                                         | Ligier     | JS11/15       | Ford Cosworth DFV 3.0 V8     | G    | 25  | Didier Pironi         | Todas       |
| Equipe Ligier Gitanes                                                                         | Ligier     | JS11/15       | Ford Cosworth DFV 3.0 V8     | G    | 26  | Jacques Laffite       | Todas       |
| Albilad Williams Racing Team                                                                  | Williams   | FW07 FW07B    | Ford Cosworth DFV 3.0 V8     | G    | 27  | Alan Jones            | Todas       |
| Albilad Williams Racing Team                                                                  | Williams   | FW07 FW07B    | Ford Cosworth DFV 3.0 V8     | G    | 28  | Carlos Reutemann      | Todas       |
| Warsteiner Arrows Racing Team                                                                 | Arrows     | A3            | Ford Cosworth DFV 3.0 V8     | G    | 29  | Riccardo Patrese      | Todas       |
| Warsteiner Arrows Racing Team                                                                 | Arrows     | A3            | Ford Cosworth DFV 3.0 V8     | G    | 30  | Jochen Mass           | 1–10, 13–14 |
| Warsteiner Arrows Racing Team                                                                 | Arrows     | A3            | Ford Cosworth DFV 3.0 V8     | G    | 30  | Mike Thackwell        | 11          |
| Warsteiner Arrows Racing Team                                                                 | Arrows     | A3            | Ford Cosworth DFV 3.0 V8     | G    | 30  | Manfred Winkelhock    | 12          |
| Osella Squadra Corse                                                                          | Osella     | FA1 FA1B      | Ford Cosworth DFV 3.0 V8     | G    | 31  | Eddie Cheever         | Todas       |
| Brands Hatch Racing                                                                           | Williams   | FW07          | Ford Cosworth DFV 3.0 V8     | G    | 43  | Desiré Wilson         | 8           |
| RAM – Penthouse Rizla Racing RAM – Rainbow Jeans Racing RAM – Williams Grand Prix Engineering | Williams   | FW07          | Ford Cosworth DFV 3.0 V8     | G    | 50  | Rupert Keegan         | 8–14        |
| RAM – Penthouse Rizla Racing RAM – Rainbow Jeans Racing RAM – Williams Grand Prix Engineering | Williams   | FW07          | Ford Cosworth DFV 3.0 V8     | G    | 51  | Kevin Cogan           | 13          |
| RAM – Penthouse Rizla Racing RAM – Rainbow Jeans Racing RAM – Williams Grand Prix Engineering | Williams   | FW07          | Ford Cosworth DFV 3.0 V8     | G    | 51  | Geoff Lees            | 14          |

## Resultados
| Carrera                                     | Fecha            | Circuito            | Piloto ganador        | Constructor ganador | Resultados |
| ------------------------------------------- | ---------------- | ------------------- | --------------------- | ------------------- | ---------- |
| Gran Premio de Argentina                    | 13 de enero      | Óscar y Juan Gálvez | Alan Jones            | Williams-Ford       | Resultados |
| Gran Premio de Brasil                       | 27 de enero      | Interlagos          | René Arnoux           | Renault             | Resultados |
| Gran Premio de Sudáfrica                    | 1 de marzo       | Kyalami             | René Arnoux           | Renault             | Resultados |
| Gran Premio del oeste de los Estados Unidos | 30 de marzo      | Long Beach          | Nelson Piquet         | Brabham-Ford        | Resultados |
| Gran Premio de Bélgica                      | 4 de mayo        | Zolder              | Didier Pironi         | Ligier-Ford         | Resultados |
| Gran Premio de Mónaco                       | 18 de mayo       | Mónaco              | Carlos Reutemann      | Williams-Ford       | Resultados |
| Gran Premio de Francia                      | 29 de junio      | Paul Ricard         | Alan Jones            | Williams-Ford       | Resultados |
| Gran Premio de Gran Bretaña                 | 13 de julio      | Brands Hatch        | Alan Jones            | Williams-Ford       | Resultados |
| Gran Premio de Alemania                     | 10 de agosto     | Hockenheimring      | Jacques Laffite       | Ligier-Ford         | Resultados |
| Gran Premio de Austria                      | 17 de agosto     | Österreichring      | Jean-Pierre Jabouille | Renault             | Resultados |
| Gran Premio de los Países Bajos             | 31 de agosto     | Zandvoort           | Nelson Piquet         | Brabham-Ford        | Resultados |
| Gran Premio de Italia                       | 14 de septiembre | Imola               | Nelson Piquet         | Brabham-Ford        | Resultados |
| Gran Premio de Canadá                       | 28 de septiembre | Montreal            | Alan Jones            | Williams-Ford       | Resultados |
| Gran Premio de los Estados Unidos           | 5 de octubre     | Watkins Glen        | Alan Jones            | Williams-Ford       | Resultados |

Fuente: F1.com

## Clasificaciones

### Puntuaciones
| Posición | 1.º | 2.º | 3.º | 4.º | 5.º | 6.º |
| Puntos   | 9   | 6   | 4   | 3   | 2   | 1   |

### Campeonato de Pilotos
| Pos. | Piloto                | ARG | BRA | RSA | USW | BEL | MON | FRA | GBR | GER | AUT | NED | ITA | CAN | USA | Puntos  |
| ---- | --------------------- | --- | --- | --- | --- | --- | --- | --- | --- | --- | --- | --- | --- | --- | --- | ------- |
| 1    | Alan Jones            | 1   | 3   | Ret | Ret | 2   | Ret | 1   | 1   | (3) | 2   | 11  | 2   | 1   | 1   | 67 (71) |
| 2    | Nelson Piquet         | 2   | Ret | 4   | 1   | Ret | 3   | 4   | 2   | 4   | 5   | 1   | 1   | Ret | Ret | 54      |
| 3    | Carlos Reutemann      | Ret | Ret | 5   | Ret | 3   | 1   | 6   | 3   | 2   | 3   | (4) | (3) | 2   | 2   | 42 (49) |
| 4    | Jacques Laffite       | Ret | Ret | 2   | Ret | 11  | 2   | 3   | Ret | 1   | 4   | 3   | 9   | 8   | 5   | 34      |
| 5    | Didier Pironi         | Ret | 4   | 3   | 6   | 1   | Ret | 2   | Ret | Ret | Ret | Ret | 6   | 3   | 3   | 32      |
| 6    | René Arnoux           | Ret | 1   | 1   | 9   | 4   | Ret | 5   | NC  | Ret | 9   | 2   | 10  | Ret | 7   | 29      |
| 7    | Elio de Angelis       | Ret | 2   | Ret | Ret | 10  | 9   | Ret | Ret | 16  | 6   | Ret | 4   | 10  | 4   | 13      |
| 8    | Jean-Pierre Jabouille | Ret | Ret | Ret | 10  | Ret | Ret | Ret | Ret | Ret | 1   | Ret | Ret | Ret |     | 9       |
| 9    | Riccardo Patrese      | Ret | 6   | Ret | 2   | Ret | 8   | 9   | 9   | 9   | 14  | Ret | Ret | Ret | Ret | 7       |
| 10   | Keke Rosberg          | 3   | 9   | Ret | Ret | 7   | DNQ | Ret | DNQ | Ret | 16  | DNQ | 5   | 9   | 10  | 6       |
| 11   | John Watson           | Ret | 11  | 11  | 4   | NC  | DNQ | 7   | 8   | Ret | Ret | Ret | Ret | 4   | NC  | 6       |
| 12   | Derek Daly            | 4   | 14  | Ret | 8   | 9   | Ret | 11  | 4   | 10  | Ret | Ret | Ret | Ret | Ret | 6       |
| 13   | Jean-Pierre Jarier    | Ret | 12  | 7   | Ret | 5   | Ret | Ret | 5   | 15  | Ret | 5   | 13  | 7   | NC  | 6       |
| 14   | Gilles Villeneuve     | Ret | 16  | Ret | Ret | 6   | 5   | 8   | Ret | 6   | 8   | 7   | Ret | 5   | Ret | 6       |
| 15   | Emerson Fittipaldi    | NC  | 15  | 8   | 3   | Ret | 6   | Ret | 12  | Ret | 11  | Ret | Ret | Ret | Ret | 5       |
| 16   | Alain Prost           | 6   | 5   | DNS |     | Ret | Ret | Ret | 6   | 11  | 7   | 6   | 7   | Ret | DNS | 5       |
| 17   | Jochen Mass           | Ret | 10  | 6   | 7   | Ret | 4   | 10  | 13  | 8   | DNQ |     |     | 11  | Ret | 4       |
| 18   | Bruno Giacomelli      | 5   | 13  | Ret | Ret | Ret | Ret | Ret | Ret | 5   | Ret | Ret | Ret | Ret | Ret | 4       |
| 19   | Jody Scheckter        | Ret | Ret | Ret | 5   | 8   | Ret | 12  | 10  | 13  | 13  | 9   | 8   | DNQ | 11  | 2       |
| 20   | Mario Andretti        | Ret | Ret | 12  | Ret | Ret | 7   | Ret | Ret | 7   | Ret | 8   | Ret | Ret | 6   | 1       |
| 21   | Héctor Rebaque        |     |     |     |     |     |     |     | 7   | Ret | 10  | Ret | Ret | 6   | Ret | 1       |
| NC   | Marc Surer            | Ret | 7   | DNS |     |     |     | Ret | Ret | 12  | 12  | 10  | Ret | DNQ | 8   | 0       |
| NC   | Ricardo Zunino        | 7   | 8   | 10  | Ret | Ret | DNQ | Ret |     |     |     |     |     |     |     | 0       |
| NC   | Rupert Keegan         |     |     |     |     |     |     |     | 11  | DNQ | 15  | DNQ | 11  | DNQ | 9   | 0       |
| NC   | Clay Regazzoni        | NC  | Ret | 9   | Ret |     |     |     |     |     |     |     |     |     |     | 0       |
| NC   | Jan Lammers           | DNQ | DNQ | DNQ | Ret | 12  | NC  | DNQ | DNQ | 14  | DNQ | DNQ | DNQ | 12  | Ret | 0       |
| NC   | Eddie Cheever         | DNQ | DNQ | Ret | Ret | DNQ | DNQ | Ret | Ret | Ret | Ret | Ret | 12  | Ret | Ret | 0       |
| NC   | Geoff Lees            |     |     | 13  | DNQ | DNQ | DNQ | DNQ |     |     |     | Ret | DNQ |     | DNQ | 0       |
| NC   | Patrick Depailler     | Ret | Ret | NC  | Ret | Ret | Ret | Ret | Ret |     |     |     |     |     |     | 0       |
| NC   | Nigel Mansell         |     |     |     |     |     |     |     |     |     | Ret | Ret | DNQ |     |     | 0       |
| NC   | Vittorio Brambilla    |     |     |     |     |     |     |     |     |     |     | Ret | Ret |     |     | 0       |
| NC   | Andrea de Cesaris     |     |     |     |     |     |     |     |     |     |     |     |     | Ret | Ret | 0       |
| NC   | Mike Thackwell        |     |     |     |     |     |     |     |     |     |     | DNQ |     | Ret | DNQ | 0       |
| NC   | Tiff Needell          |     |     |     |     | Ret | DNQ |     |     |     |     |     |     |     |     | 0       |
| NC   | David Kennedy         | DNQ | DNQ | DNQ | DNQ | DNQ | DNQ | DNQ |     |     |     |     |     |     |     | 0       |
| NC   | Stefan Johansson      | DNQ | DNQ |     |     |     |     |     |     |     |     |     |     |     |     | 0       |
| NC   | Stephen South         |     |     |     | DNQ |     |     |     |     |     |     |     |     |     |     | 0       |
| NC   | Desiré Wilson         |     |     |     |     |     |     |     | DNQ |     |     |     |     |     |     | 0       |
| NC   | Harald Ertl           |     |     |     |     |     |     |     |     | DNQ |     |     |     |     |     | 0       |
| NC   | Manfred Winkelhock    |     |     |     |     |     |     |     |     |     |     |     | DNQ |     |     | 0       |
| NC   | Kevin Cogan           |     |     |     |     |     |     |     |     |     |     |     |     | DNQ |     | 0       |
| Pos. | Piloto                | ARG | BRA | RSA | USW | BEL | MON | FRA | GBR | GER | AUT | NED | ITA | CAN | USA | Puntos  |

| Color      | Resultado                          |
| ---------- | ---------------------------------- |
| Oro        | Ganador                            |
| Plata      | 2.º puesto                         |
| Bronce     | 3.er puesto                        |
| Verde      | Finalizó en los puntos             |
| Azul       | Finalizó sin puntos                |
| Azul       | NC - No clasificado                |
| Violeta    | Ret - No terminó                   |
| Rojo       | DNQ - No se clasificó              |
| Rojo       | DNPQ - No se preclasificó          |
| Negro      | DSQ - Descalificado                |
| Blanco     | DNS - No empezó                    |
| Blanco     | WD - Retirado                      |
| Blanco     | C - Carrera cancelada              |
| Azul claro | TD - Entrenamientos libres (2003-) |
| Sin color  | DNP - Inscrito, pero no participó  |
| Sin color  | INJ - Inscrito, pero lesionado     |
| Sin color  | EX - Excluido                      |

| Estado  | Resultado                                                                             |
| ------- | ------------------------------------------------------------------------------------- |
| Negrita | Pole position                                                                         |
| Cursiva | Vuelta rápida                                                                         |
| 1-8     | Posiciones puntuables de clasificación sprint (2021-)                                 |
| †       | No acabó el Gran Premio, pero fue clasificado ya que completó el porcentaje necesario |
| ‡       | Monoplaza compartido                                                                  |
| ~       | Se otorgó la mitad de puntos ya que no se cumplió con el 75% de la carrera            |
| ≠       | No obtuvo puntos ya que era piloto invitado                                           |
| F2      | Inscrito para carrera de Fórmula 2, no sumaba puntos                                  |

### Estadísticas del Campeonato de Pilotos
| Pos. | Piloto                | N.º | Puntos  | Victorias | Podios | Poles |
| ---- | --------------------- | --- | ------- | --------- | ------ | ----- |
| 1    | Alan Jones            | 27  | 67 (71) | 5         | 10     | 3     |
| 2    | Nelson Piquet         | 5   | 54      | 3         | 6      | 2     |
| 3    | Carlos Reutemann      | 28  | 42 (49) | 1         | 8      |       |
| 4    | Jacques Laffite       | 26  | 34      | 1         | 5      | 2     |
| 5    | Didier Pironi         | 25  | 32      | 1         | 5      | 2     |
| 6    | René Arnoux           | 16  | 29      | 2         | 3      | 3     |
| 7    | Elio de Angelis       | 12  | 13      |           | 1      |       |
| 8    | Jean-Pierre Jabouille | 15  | 9       | 1         | 1      | 2     |
| 9    | Riccardo Patrese      | 29  | 7       |           | 1      |       |
| 10   | Keke Rosberg          | 21  | 6       |           | 1      |       |
| 11   | John Watson           | 7   | 6       |           |        |       |
| 12   | Derek Daly            | 4   | 6       |           |        |       |
| 13   | Jean-Pierre Jarier    | 3   | 6       |           |        |       |
| 14   | Gilles Villeneuve     | 2   | 6       |           |        |       |
| 15   | Emerson Fittipaldi    | 20  | 5       |           | 1      |       |
| 16   | Alain Prost           | 8   | 5       |           |        |       |
| 17   | Jochen Mass           | 30  | 4       |           |        |       |
| 18   | Bruno Giacomelli      | 23  | 4       |           |        | 1     |
| 19   | Jody Scheckter        | 1   | 2       |           |        |       |
| 20   | Mario Andretti        | 11  | 1       |           |        |       |
| 21   | Héctor Rebaque        | 6   | 1       |           |        |       |
| NC   | Marc Surer            | 9   |         |           |        |       |
| NC   | Ricardo Zunino        | 6   |         |           |        |       |
| NC   | Rupert Keegan         | 50  |         |           |        |       |
| NC   | Clay Regazzoni        | 14  |         |           |        |       |
| NC   | Jan Lammers           | 14  |         |           |        |       |
| NC   | Eddie Cheever         | 31  |         |           |        |       |
| NC   | Geoff Lees            | 51  |         |           |        |       |
| NC   | Patrick Depailler     | 22  |         |           |        |       |
| NC   | Nigel Mansell         | 43  |         |           |        |       |
| NC   | Vittorio Brambilla    | 22  |         |           |        |       |
| NC   | Andrea de Cesaris     | 22  |         |           |        |       |
| NC   | Mike Thackwell        | 43  |         |           |        |       |
| NC   | Tiff Needell          | 14  |         |           |        |       |
| NC   | David Kennedy         | 18  |         |           |        |       |
| NC   | Stefan Johansson      | 17  |         |           |        |       |
| NC   | Stephen South         | 8   |         |           |        |       |
| NC   | Desiré Wilson         | 43  |         |           |        |       |
| NC   | Harald Ertl           | 9   |         |           |        |       |
| NC   | Manfred Winkelhock    | 30  |         |           |        |       |
| NC   | Kevin Cogan           | 51  |         |           |        |       |

Fuente: F1.com

### Campeonato de Constructores
| Pos. | Constructor     | N.º | ARG | BRA | RSA | USW | BEL | MON | FRA | GBR | GER | AUT | NED | ITA | CAN | USA | Puntos |
| ---- | --------------- | --- | --- | --- | --- | --- | --- | --- | --- | --- | --- | --- | --- | --- | --- | --- | ------ |
| 1    | Williams-Ford   | 27  | 1   | 3   | Ret | Ret | 2   | Ret | 1   | 1   | 3   | 2   | 11  | 2   | 1   | 1   | 120    |
| 1    | Williams-Ford   | 28  | Ret | Ret | 5   | Ret | 3   | 1   | 6   | 3   | 2   | 3   | 4   | 3   | 2   | 2   | 120    |
| 1    | Williams-Ford   | 43  |     |     |     |     |     |     |     | DNQ |     |     |     |     |     |     | 120    |
| 1    | Williams-Ford   | 50  |     |     |     |     |     |     |     | 11  | DNQ | 15  | DNQ | 11  | DNQ | 9   | 120    |
| 1    | Williams-Ford   | 51  |     |     |     |     |     |     |     |     |     |     |     |     | DNQ | DNQ | 120    |
| 2    | Ligier-Ford     | 25  | Ret | 4   | 3   | 6   | 1   | Ret | 2   | Ret | Ret | Ret | Ret | 6   | 3   | 3   | 66     |
| 2    | Ligier-Ford     | 26  | Ret | Ret | 2   | Ret | 11  | 2   | 3   | Ret | 1   | 4   | 3   | 9   | 8   | 5   | 66     |
| 3    | Brabham-Ford    | 5   | 2   | Ret | 4   | 1   | Ret | 3   | 4   | 2   | 4   | 5   | 1   | 1   | Ret | Ret | 55     |
| 3    | Brabham-Ford    | 6   | 7   | 8   | 10  | Ret | Ret | DNQ | Ret | 7   | Ret | 10  | Ret | Ret | 6   | Ret | 55     |
| 4    | Renault         | 15  | Ret | Ret | Ret | 10  | Ret | Ret | Ret | Ret | Ret | 1   | Ret | Ret | Ret |     | 38     |
| 4    | Renault         | 16  | Ret | 1   | 1   | 9   | 4   | Ret | 5   | NC  | Ret | 9   | 2   | 10  | Ret | 7   | 38     |
| 5    | Lotus-Ford      | 11  | Ret | Ret | 12  | Ret | Ret | 7   | Ret | Ret | 7   | Ret | 8   | Ret | Ret | 6   | 14     |
| 5    | Lotus-Ford      | 12  | Ret | 2   | Ret | Ret | 10  | 9   | Ret | Ret | 16  | 6   | Ret | 4   | 10  | 4   | 14     |
| 5    | Lotus-Ford      | 43  |     |     |     |     |     |     |     |     |     | Ret | Ret | DNQ |     |     | 14     |
| 6    | Tyrrell-Ford    | 3   | Ret | 12  | 7   | Ret | 5   | Ret | Ret | 5   | 15  | Ret | 5   | 13  | 7   | NC  | 12     |
| 6    | Tyrrell-Ford    | 4   | 4   | 14  | Ret | 8   | 9   | Ret | 11  | 4   | 10  | Ret | Ret | Ret | Ret | Ret | 12     |
| 6    | Tyrrell-Ford    | 43  |     |     |     |     |     |     |     |     |     |     |     |     | Ret | DNQ | 12     |
| 7    | Arrows-Ford     | 29  | Ret | 6   | Ret | 2   | Ret | 8   | 9   | 9   | 9   | 14  | Ret | Ret | Ret | Ret | 11     |
| 7    | Arrows-Ford     | 30  | Ret | 10  | 6   | 7   | Ret | 4   | 10  | 13  | 8   | DNQ | DNQ | DNQ | 11  | Ret | 11     |
| 8    | Fittipaldi-Ford | 20  | NC  | 15  | 8   | 3   | Ret | 6   | Ret | 12  | Ret | 11  | Ret | Ret | Ret | Ret | 11     |
| 8    | Fittipaldi-Ford | 21  | 3   | 9   | Ret | Ret | 7   | DNQ | Ret | DNQ | Ret | 16  | DNQ | 5   | 9   | 10  | 11     |
| 9    | McLaren-Ford    | 7   | Ret | 11  | 11  | 4   | NC  | DNQ | 7   | 8   | Ret | Ret | Ret | Ret | 4   | NC  | 11     |
| 9    | McLaren-Ford    | 8   | 6   | 5   | DNS | DNQ | Ret | Ret | Ret | 6   | 11  | 7   | 6   | 7   | Ret | DNS | 11     |
| 10   | Ferrari         | 1   | Ret | Ret | Ret | 5   | 8   | Ret | 12  | 10  | 13  | 13  | 9   | 8   | DNQ | 11  | 8      |
| 10   | Ferrari         | 2   | Ret | 16  | Ret | Ret | 6   | 5   | 8   | Ret | 6   | 8   | 7   | Ret | 5   | Ret | 8      |
| 11   | Alfa Romeo      | 22  | Ret | Ret | NC  | Ret | Ret | Ret | Ret | Ret |     |     | Ret | Ret | Ret | Ret | 4      |
| 11   | Alfa Romeo      | 23  | 5   | 13  | Ret | Ret | Ret | Ret | Ret | Ret | 5   | Ret | Ret | Ret | Ret | Ret | 4      |
| NC   | ATS-Ford        | 9   | Ret | 7   | DNS | Ret | 12  | NC  | Ret | Ret | 12  | 12  | 10  | Ret | DNQ | 8   | 0      |
| NC   | ATS-Ford        | 10  | DNQ | DNQ | DNQ |     |     |     |     |     | DNQ |     |     |     |     |     | 0      |
| NC   | Ensign-Ford     | 14  | NC  | Ret | 9   | Ret | Ret | DNQ | DNQ | DNQ | 14  | DNQ | DNQ | DNQ | 12  | Ret | 0      |
| NC   | Ensign-Ford     | 41  |     |     |     |     |     |     |     |     |     |     | Ret | DNQ |     |     | 0      |
| NC   | Osella-Ford     | 31  | DNQ | DNQ | Ret | Ret | DNQ | DNQ | Ret | Ret | Ret | Ret | Ret | 12  | Ret | Ret | 0      |
| NC   | Shadow-Ford     | 17  | DNQ | DNQ | 13  | DNQ | DNQ | DNQ | DNQ |     |     |     |     |     |     |     | 0      |
| NC   | Shadow-Ford     | 18  | DNQ | DNQ | DNQ | DNQ | DNQ | DNQ | DNQ |     |     |     |     |     |     |     | 0      |
| Pos. | Constructor     | N.º | ARG | BRA | RSA | USW | BEL | MON | FRA | GBR | GER | AUT | NED | ITA | CAN | USA | Puntos |

| Color      | Resultado                          |
| ---------- | ---------------------------------- |
| Oro        | Ganador                            |
| Plata      | 2.º puesto                         |
| Bronce     | 3.er puesto                        |
| Verde      | Finalizó en los puntos             |
| Azul       | Finalizó sin puntos                |
| Azul       | NC - No clasificado                |
| Violeta    | Ret - No terminó                   |
| Rojo       | DNQ - No se clasificó              |
| Rojo       | DNPQ - No se preclasificó          |
| Negro      | DSQ - Descalificado                |
| Blanco     | DNS - No empezó                    |
| Blanco     | WD - Retirado                      |
| Blanco     | C - Carrera cancelada              |
| Azul claro | TD - Entrenamientos libres (2003-) |
| Sin color  | DNP - Inscrito, pero no participó  |
| Sin color  | INJ - Inscrito, pero lesionado     |
| Sin color  | EX - Excluido                      |

| Estado  | Resultado                                                                             |
| ------- | ------------------------------------------------------------------------------------- |
| Negrita | Pole position                                                                         |
| Cursiva | Vuelta rápida                                                                         |
| 1-8     | Posiciones puntuables de clasificación sprint (2021-)                                 |
| †       | No acabó el Gran Premio, pero fue clasificado ya que completó el porcentaje necesario |
| ‡       | Monoplaza compartido                                                                  |
| ~       | Se otorgó la mitad de puntos ya que no se cumplió con el 75% de la carrera            |
| ≠       | No obtuvo puntos ya que era piloto invitado                                           |
| F2      | Inscrito para carrera de Fórmula 2, no sumaba puntos                                  |

### Estadísticas del Campeonato de Constructores
| Pos. | Constructor | Motor      | Puntos | Victorias | Podios | Poles |
| ---- | ----------- | ---------- | ------ | --------- | ------ | ----- |
| 1    | Williams    | Ford       | 120    | 6         | 18     | 3     |
| 2    | Ligier      | Ford       | 66     | 2         | 10     | 4     |
| 3    | Brabham     | Ford       | 55     | 3         | 6      | 2     |
| 4    | Renault     | Renault    | 38     | 3         | 4      | 5     |
| 5    | Lotus       | Ford       | 14     |           | 1      |       |
| 6    | Tyrrell     | Ford       | 12     |           |        |       |
| 7    | Arrows      | Ford       | 11     |           | 1      |       |
| 8    | Fittipaldi  | Ford       | 11     |           | 2      |       |
| 9    | McLaren     | Ford       | 11     |           |        |       |
| 10   | Ferrari     | Ferrari    | 8      |           |        |       |
| 11   | Alfa Romeo  | Alfa Romeo | 4      |           |        | 1     |
| NC   | ATS         | Ford       |        |           |        |       |
| NC   | Ensign      | Ford       |        |           |        |       |
| NC   | Osella      | Ford       |        |           |        |       |
| NC   | Shadow      | Ford       |        |           |        |       |

Fuente: F1.com

## Carreras fuera del campeonato
La temporada 1980 incluyó una carrerano puntuable para el campeonato mundial.
| Carrera               | Circuito | Fecha      | Piloto ganador | Constructor ganador | Resultados |
| --------------------- | -------- | ---------- | -------------- | ------------------- | ---------- |
| Gran Premio de España | Jarama   | 1 de junio | Alan Jones     | Williams-Ford       | Resultados |